# Pony Pony Run Run
Pony Pony Run Run es una banda francesa de power pop. El grupo está formado por tres miembros, cada uno apodado con la primera letra de su nombre: Gaëtan Réchin Lê Ky-Huong, "G" (voz, guitarra); su hermano Amaël Réchin Lê Ky-Huong, "A" (bajo) y Antonin "Toni" Pierre, "T" (teclado). Los otros dos miembros de la banda fueron Samuel Cortes, "S" (coros, guitarra) y Frédéric Rivière, "F" (batería), los cuales se marcharon en 2008 y 2009, respectivamente.
Hasta la fecha, el grupo ha lanzado tres álbumes de estudio. Su primer álbum, You Need Pony Pony Run Run, fue lanzado el 8 de junio de 2009. La primera canción del álbum, "Hey You" fue lanzada en septiembre del mismo año y alcanzó el puesto #8 en Bélgica, así como el la decimonovena posición en la lista de sencillos francesa. Actualmente es la canción más popular de la banda.

## Discografía

### Álbumes
| Álbum                                                                                                 | Clasificación en las listas | Clasificación en las listas | Certificaciones |
| Álbum                                                                                                 | BEL Wa                      | FR                          | Certificaciones |
| --- | --------------------------- | --------------------------- | --------------- |
| You Need Pony Pony Run Run - Lanzamiento: 30 de noviembre de 2009 - Sello: 3ème Bureau / Wagram Music | 26                          | 17                          |                 |
| Pony Pony Run Run - Lanzamiento: 27 de febrero de 2012 - Sello: 3ème Bureau / Wagram Music            | 49                          | 34                          |                 |
| Voyage Voyage - Lanzamiento: 4 de marzo de 2016 - Sello: Le Label                                     | —                           | 80                          |                 |

### Sencillos
| Año  | Título              | Clasificación en las listas | Clasificación en las listas | Certificaciones | Álbum                      |
| Año  | Título              | BEL Wa                      | FR                          | Certificaciones | Álbum                      |
| ---- | ------------------- | --------------------------- | --------------------------- | --------------- | -------------------------- |
| 2009 | "Hey You"           | 8                           | 19                          |                 | You Need Pony Pony Run Run |
| 2010 | "Walking on a Line" | —                           | —                           |                 | You Need Pony Pony Run Run |
| 2011 | "Out of Control"    | —                           | —                           |                 | You Need Pony Pony Run Run |
| 2012 | "Just a Song"       | 88                          | 136                         |                 | Pony Pony Run Run          |
| 2012 | "Come Back to Me"   | 73                          | —                           |                 | Pony Pony Run Run          |
| 2015 | "Alright"           | —                           | —                           |                 | Voyage Voyage              |